# I Will Always Love You
"I Will Always Love You" er en sang skrevet af Dolly Parton i 1973 og udgivet på albummet Jolene fra 1974. Sangen blev udgivet den 6. juni 1974 som den anden single fra albummet, og opnåede kort efter en førsteplads på Billboards 'Hot Country Songs'. Dolly Parton genudsendte sangen på single i 1982, hvor den atter nåede nr. 1 på 'Hot Country Songs' og nr. 53 på Billboards Hot 100. Dolly Parton blev derved den første sanger, der opnåede en førsteplads to gange på den amerikanske country-hitliste med den samme sang. 
Sangen er tillige indspillet af Linda Ronstadt i 1975, hvor den blev udgivet på Rondstadts album Prisoner in Disguise. 

## Whitney Houston
Sangen blev indspillet af Whitney Houston i 1992, og indgik i soundtracket til filmen The Bodyguard. Sangen blev et stort hit også for Whitney Houston, og den nåede atter nr. 1 på country-hitlisterne, ligesom den opnåede en førsteplads i USA og England og yderligere en lang række lande. Whitney Houstons version modtog 4 x platin i USA og 2 x platin i Storbritannien. Sangen er af Billboard optaget på listen over de 100 bedste sange på en 68. plads.